# Eobucco brodkorbi
Eobucco brodkorbi — викопний вид птахів родини чепігових (Coliidae), що існував в еоцені в Північній Америці. Скам'янілі рештки знайдені у штаті Вайомінг (США). Описаний з фрагментів кінцівок.